# Scomberesox
Scomberesox – rodzaj morskich ryb belonokształtnych z rodziny makreloszowatych (Scomberesocidae).

## Występowanie
Północny Ocean Atlantycki, zachodnia część Bałtyku, Morze Północne, Morze Śródziemne, południowy Atlantyk (wokół Południowej Afryki) i Ocean Indyjski.

## Klasyfikacja
Gatunki zaliczane do tego rodzaju:
- Scomberesox saurus – makrelosz[3]
- Scomberesox scombroides
- Scomberesox simulans